# Thomas Joseph Dowling
Pour les articles homonymes, voir Dowling.
Thomas Joseph Dowling (né le 28 février 1840 à Limerick en Irlande et mort le 6 août 1924) était un prélat de l'Église catholique au Canada. Il fut évêque des diocèses de Peterborough et de Hamilton en Ontario.

## Biographie
Thomas Joseph Dowling est né à Limerick en Irlande le 28 février 1840. Il fut éduqué au collège St. Michael's de Toronto en Ontario au Canada. Il fut le curé de la paroisse de Paris en Ontario pendant 22 ans. Il fut nommé évêque du diocèse de Peterborough en Ontario le 14 décembre 1886 et fut consacré évêque le 1er mai 1887 par John Joseph Lynch avec comme co-consécrateurs John Walsh et James Joseph Carbery. Il devint l'évêque du diocèse de Hamilton en Ontario le 11 janvier 1889, poste qu'il occupa jusqu'à sa mort le 6 août 1924.